# Kaguyahime
Kaguyahime (かぐや姫) foi uma banda de j-pop japonesa formada em 1970.

## História
Kaguyahime foi criado em 1970 e originalmente tinha como integrantes Minami Kousetsu, Mori Shichiro e Oshima Sanpei. A banda se manteve desde sua criação até 1975, retornando novamente em 1978 lançado um álbum que alcançou o topo das paradas de sucesso. Tal fato de lançar um álbum de retorno que alcançou a primeira posição das paradas de sucesso só ocorreu novamente no Japão com o lançamento do álbum Chambre do grupo de rock Unicorn.